# Biserica Ortodoxă a Sinaiului

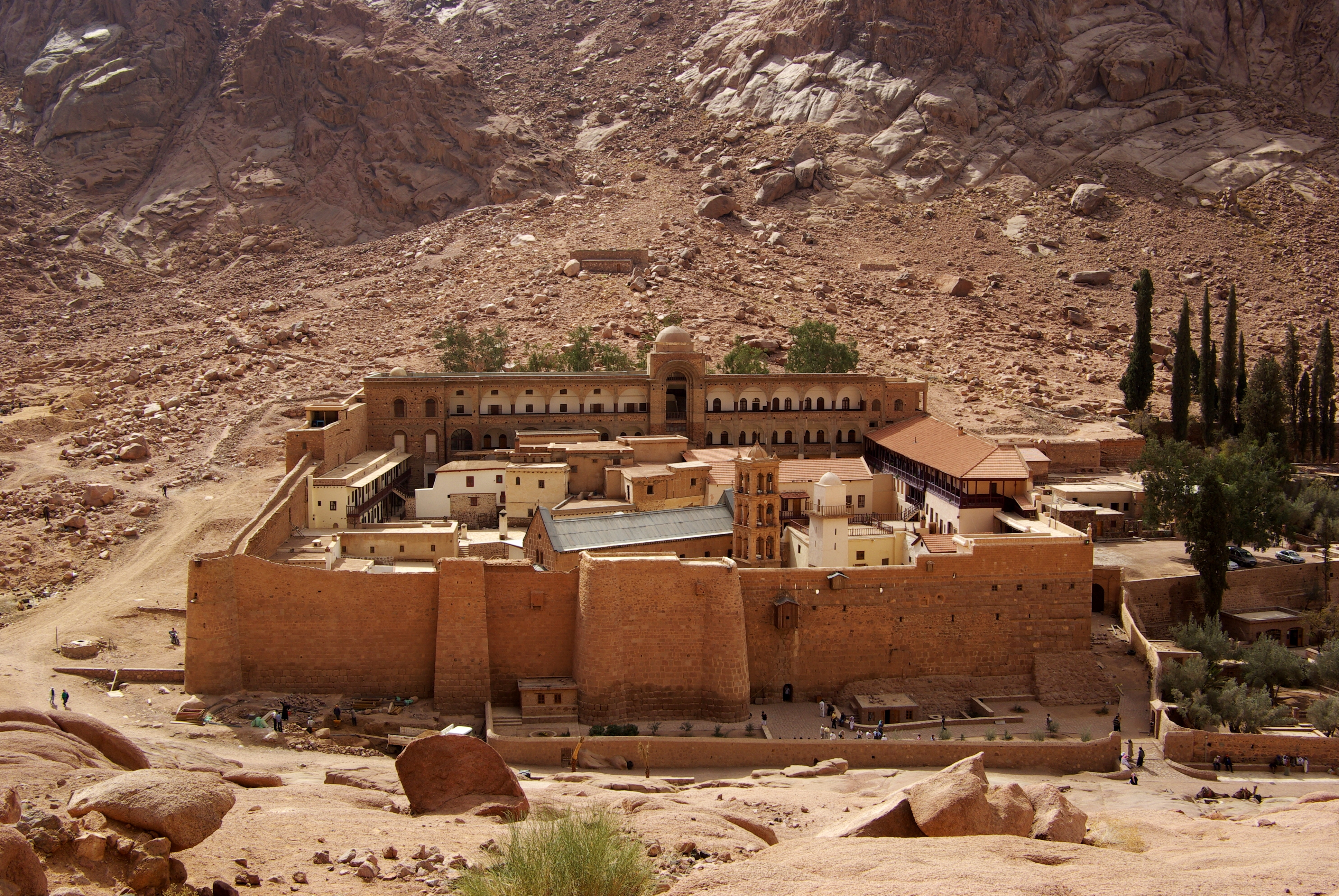
Sfânta Ecaterina din Sinai.

Biserica Ortodoxă a Sinaiului este o biserică ortodoxă autonomă al cărei teritoriu este format din Mănăstirea Sfânta Ecaterina (care este situată în Peninsula Sinai la piciorul Muntelui Sinai în Egipt), împreună cu câteva dependințe. Biserica este păstorită de un arhiepiscop care, în mod tradițional, este hirotonit de patriarhul Ierusalimului și în același timp este și starețul mănăstirii. Actualul întâistătător este Înaltpreasfințitul Damian.

## Istoric
Biserica Ortodoxă a Sinaiului își datorează existența Mănăstirii Schimbării la Față (cunoscută mai ales sub numele de Mănăstirea Sfânta Ecaterina. Originile mănăstirii se găsesc, înapoi în timp, în Capela Tufișului Arzând pe care mama Împăratului Constantin I, Elena, a construit-o peste locul în care Moise a văzut tufișul arzând. Între anii 527 și 565, Împăratul Iustinian I a ordonat construirea unei mănăstiri în jurul acestei capele. Mănăstirea a devenit asociată cu Sfânta Ecaterina din Alexandria datorită credinței că moaștele sale au fost aduse aici printr-o minune.

## Literatură
- Wolfgang Hage: Das orientalische Christentum. Die Religionen der Menschheit Bd. 29/2). Kohlhammer 2007 (Online)
- Reinhard Thöle, Eugen Hämmerle, Heinz Ohme und Klaus Schwarz: Zugänge zur Orthodoxie (Bensheimer Hefte) Vandenhoeck + Ruprecht (1998) (Online)